# 上街道 (木曽街道)

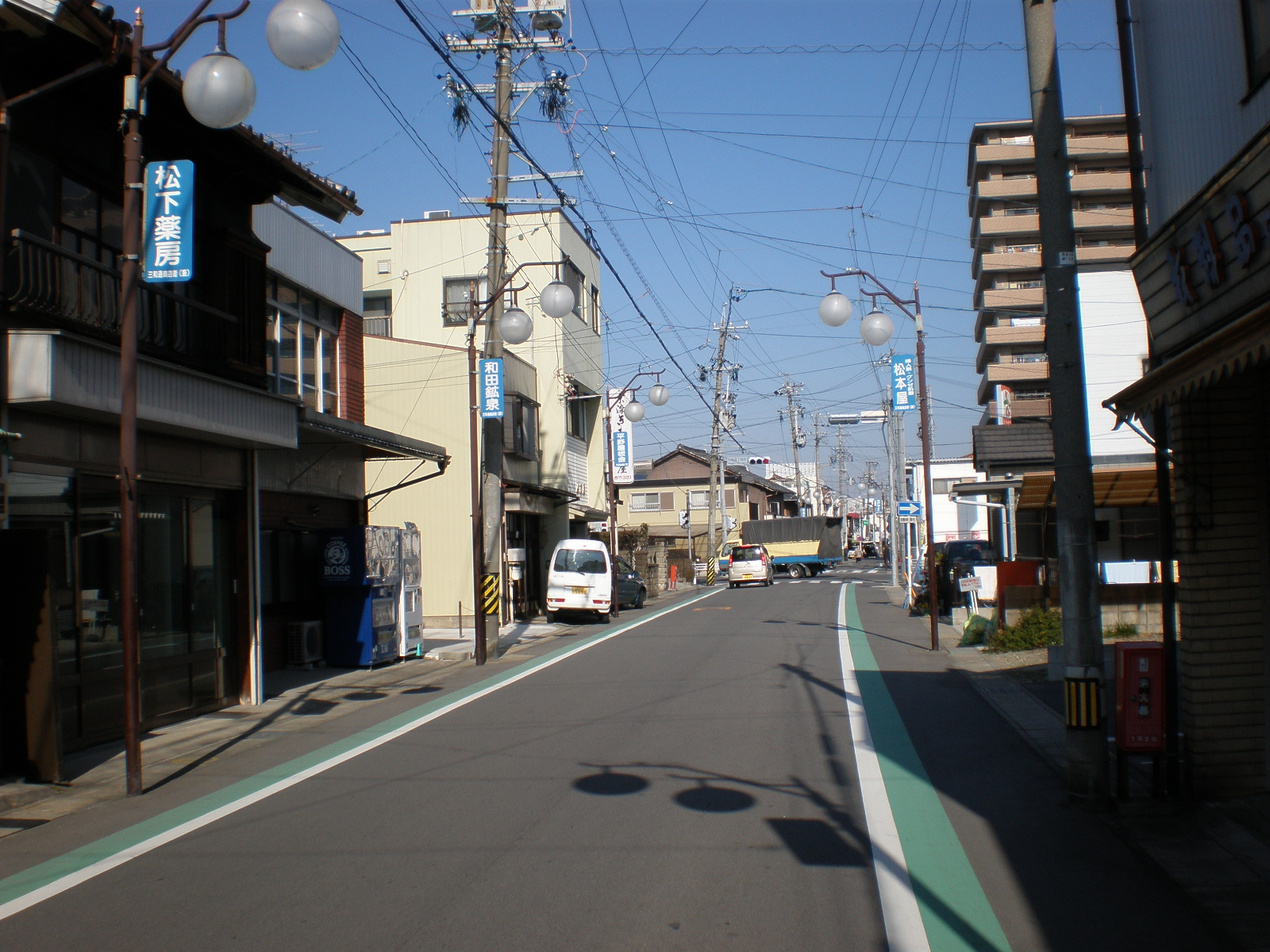
旧・上街道（撮影場所：小牧市小牧4丁目）

上街道（うわかいどう）は、江戸時代に名古屋城下と中山道を結んだ脇往還（街道）。尾張藩の公用道で「木曽街道」として定められた街道であるが、同じく中山道と名古屋城下を結んだ下街道との対比で「上街道」と称された。このほか「善師野街道」や「名古屋往還」など複数の異称をもつ。

## 概要
江戸時代に岡崎街道や岐阜街道とともに尾張藩が独自に整備した街道の一つである。徳川義直の命を受けて成瀬氏が元和9年（1623年）に完成させ、寛永11年（1634年）に宿駅制度ができた。
伝馬制度上の起点は本町通と伝馬町筋の交点にあたる名古屋宿の伝馬会所とされるが、藩の公用道としては城が出発点であり（名古屋城東大手門）、城下の五口の一つの志水口だったと考えられている。終点は中山道に達しており、初期には土田宿が終点だったが、渡し場の移動により今渡で中山道と合流するようになった。 
総距離は、10里8丁（約40km）。途中に小牧宿、善師野宿、土田宿の3つの宿場町があった。名古屋から楽田追分（現在の愛知県犬山市）までは稲置街道とルートが重複している。軍事的な事情から、大きな川に橋がない・升形が多い・2間幅であるなど、五街道に準じた道の作りになっている。
「上街道」の名称は、当時同じように中山道と名古屋城下を結んでいた下街道（名古屋城下 - 大井宿）との対比による。現在の国道41号や名鉄小牧線・名鉄広見線に相当する。
上街道（木曽街道）は主に武士の往来、下街道は善光寺詣での旅人などが用いる庶民の道とされた。ところが、名古屋城下や伊勢方面から木曽路へは下街道のほうが短距離で、高低差も利便性も下街道のほうが良く、武士も下街道を利用するようになった。そのため、尾張藩は木曽街道の宿場に助成を行い、寛政7年（1795年）には藩士の下街道通行を禁止するなど、何度も規制を行ったが、公用道の維持は容易でなかった。

## 名称
下街道との対比で「上街道」や「本街道」と称された。また、途中の経由地により「犬山街道」や「小牧街道」と称されたほか、「善師野街道」や「名古屋往還」などとも呼ばれた。さらに小牧宿に尾張徳川家の別荘があり、藩主の往来があったことから「御殿様街道」とも呼ばれた。このほかにも「御成道」や「成瀬街道」とも称された。

## 宿場・追分
- 上街道始点：名古屋城東大手門（愛知県名古屋市東区）
  - 1.宿場：小牧宿（愛知県小牧市）
    - 追分：楽田（愛知県犬山市）稲置街道と分岐

  - 2.宿場：善師野宿（愛知県犬山市）
  - 3.宿場：土田宿（岐阜県可児市）
- 上街道終点：太田の渡し（岐阜県可児市）中山道と合流
  - 渡し場が土田にあった頃は土田宿が終点だったが、時代が下るにつれ渡し場は東に移動し、今渡が終点となった。
- （中山道）伏見宿（岐阜県可児郡御嵩町）

## ギャラリー

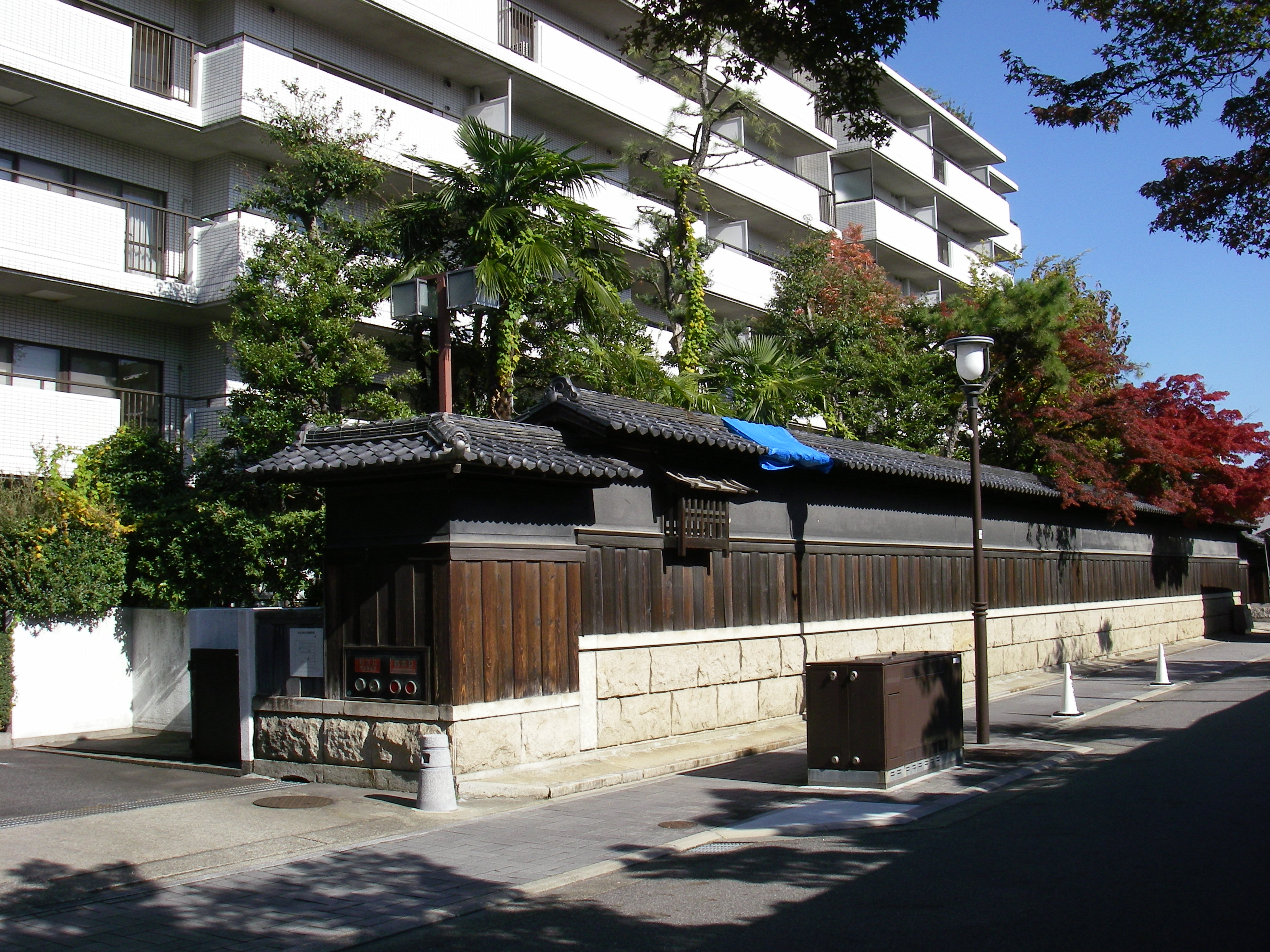
東片端 白壁（名古屋市東区）
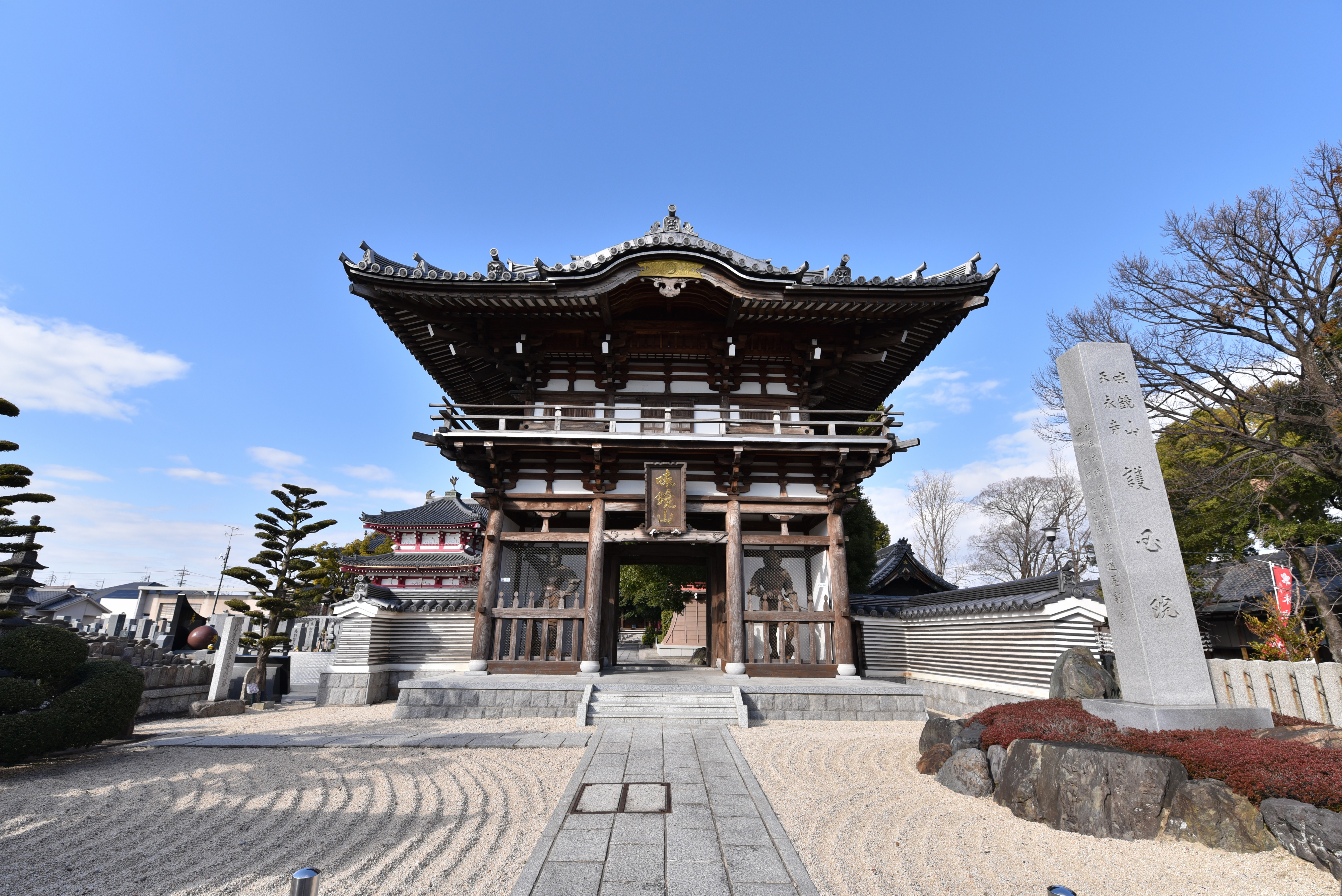
味鋺 天永寺護国院（名古屋市北区）
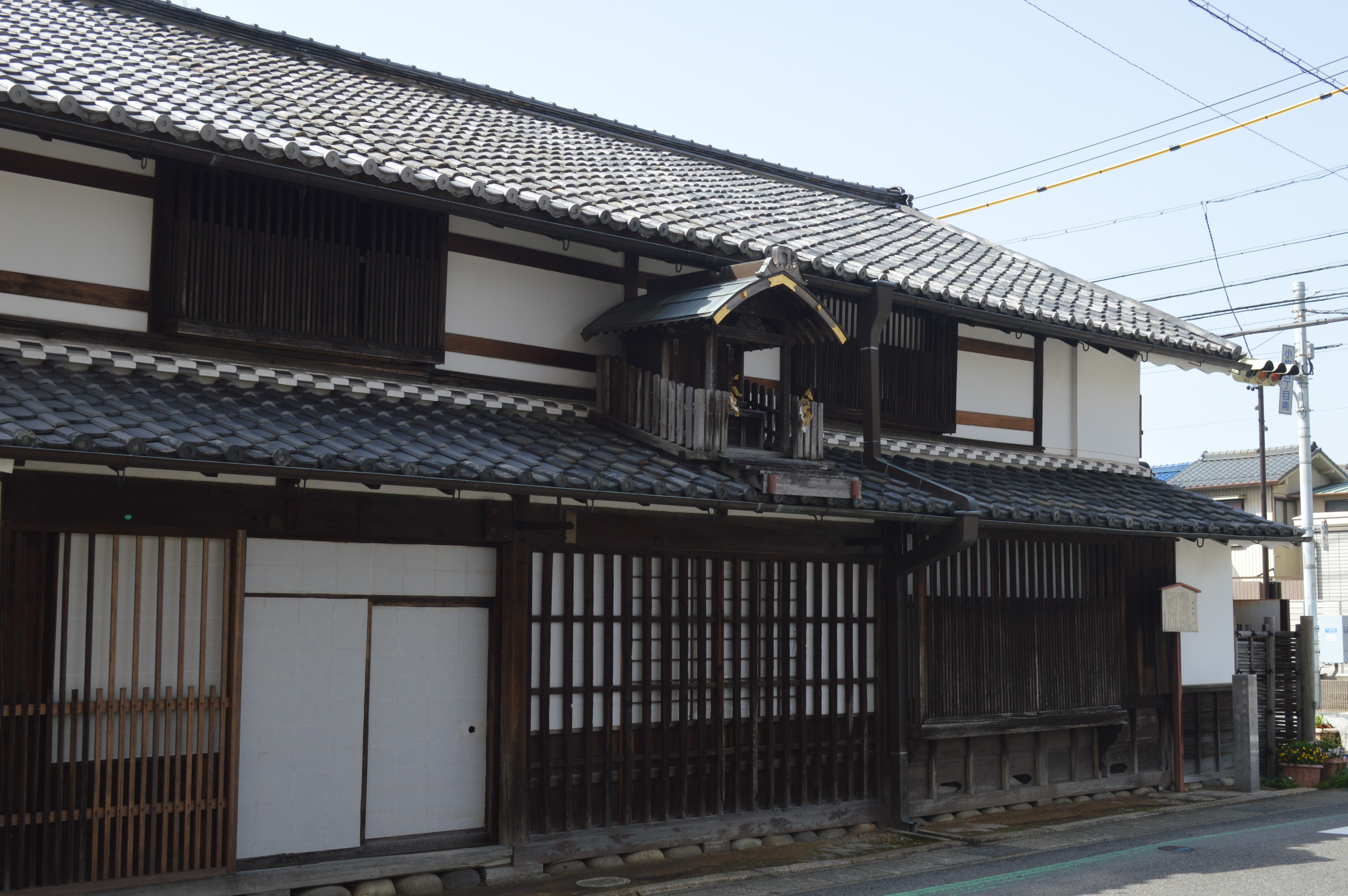
小牧宿 岸田家（小牧市）
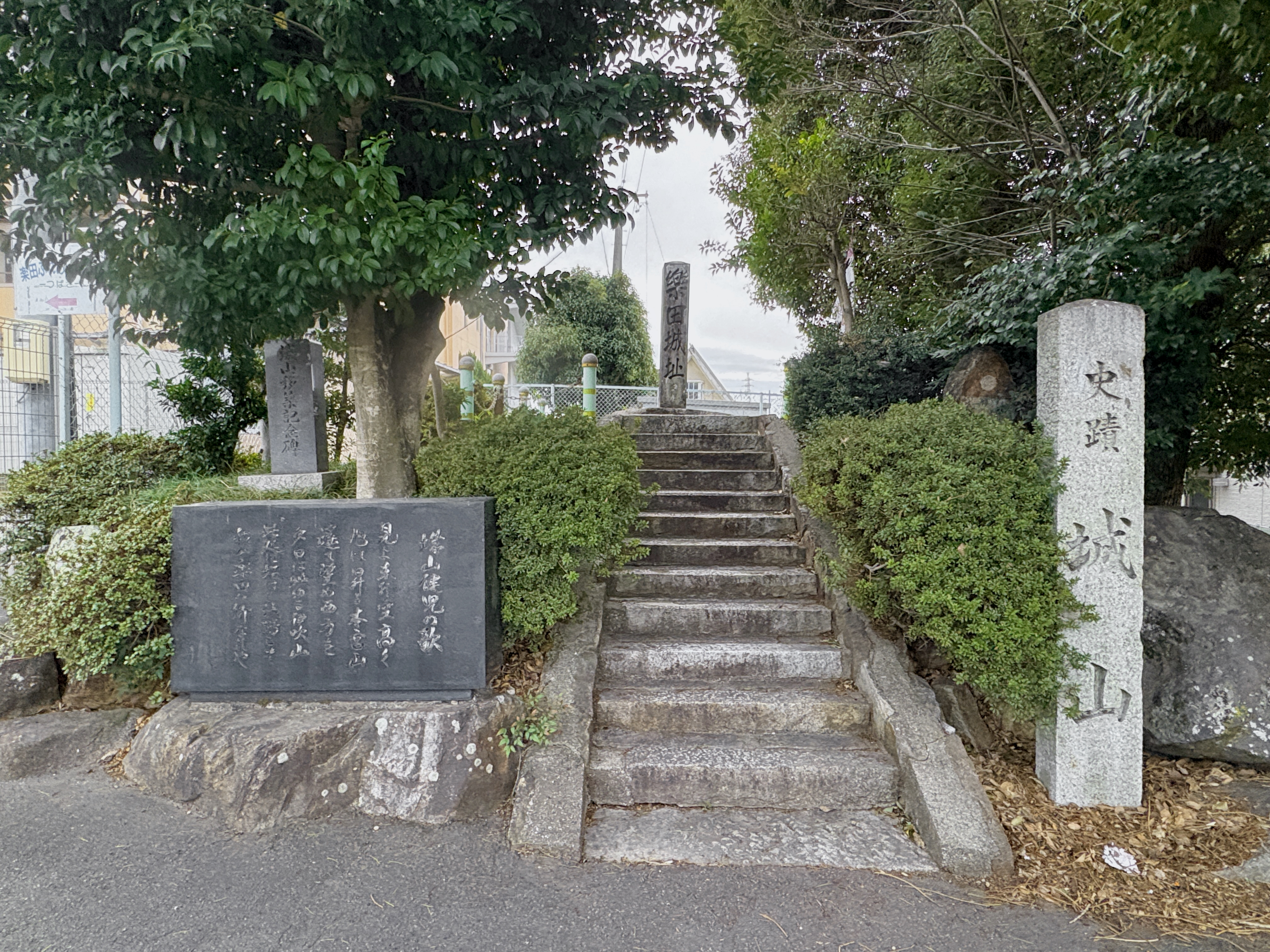
楽田 楽田城（犬山市）
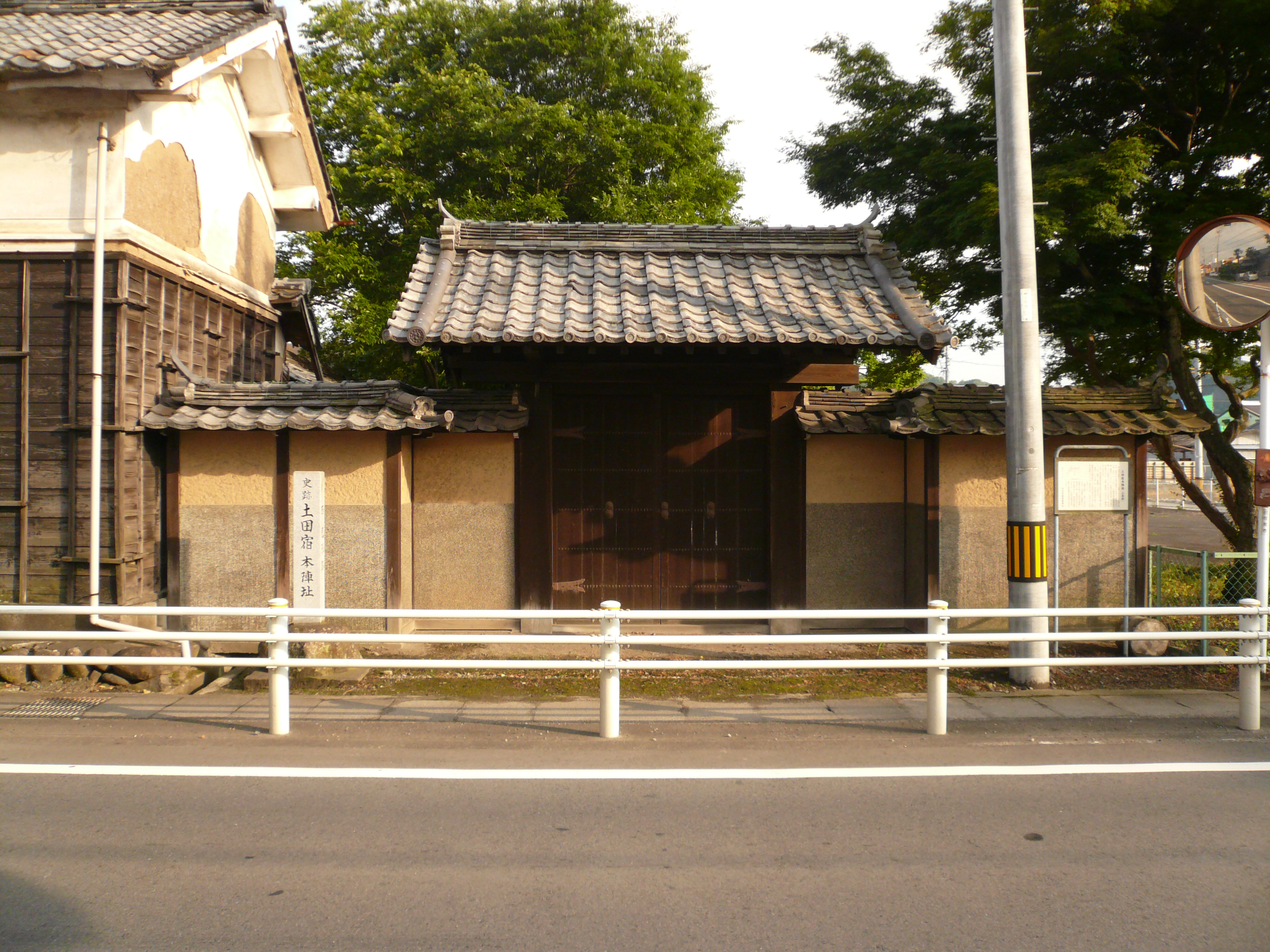
土田宿 本陣跡（可児市）
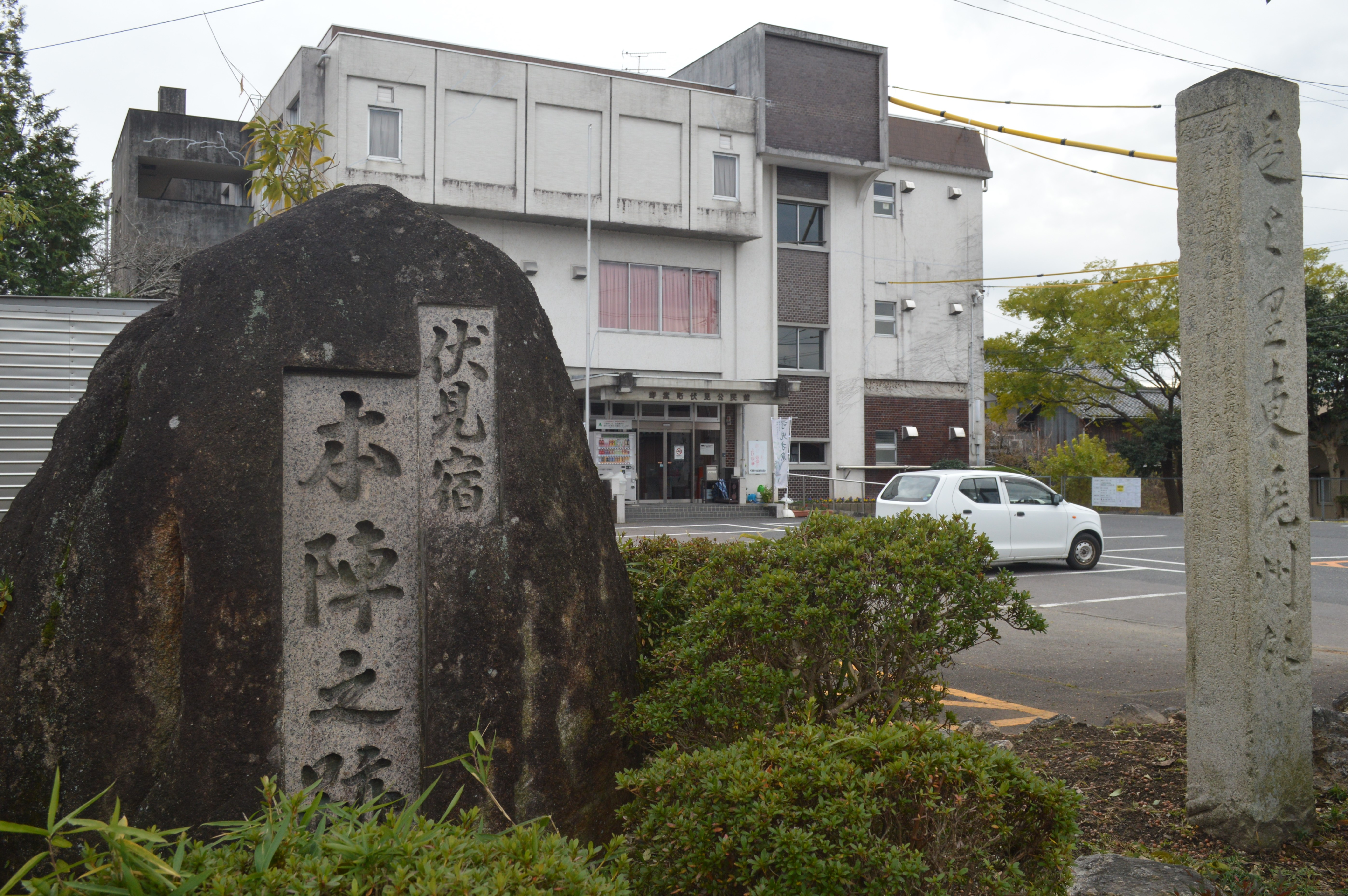
伏見宿 本陣跡（可児郡御嵩町）